# Pancreatite
La pancreatite è una infiammazione acuta o cronica del pancreas. 
Sulla base di criteri temporali può essere classificata come:
- Pancreatite acuta
- Pancreatite cronica